# 합리적 기대
합리적 기대(合理的 期待)는 이용 가능한 모든 정보를 이용하여 미래에 대한 기대를 형성하는 것을 말한다. 현대 거시경제학 모형에서 많이 쓰이는 가정으로, 이후 여러 경제학 분야에서 쓰이게 되었다. 존 뮤스가 1961년에 처음으로 합리적 기대 가설을 제시하였고, 로버스 루카스(Robert Emerson Lucas,Jr.1937~)등이 제창하였다.
이 가설은 고전파 경제학자들이 말하는 것처럼 사람들은 합리적으로 현상을 판단할 수 있기 때문에, 정부가 어떠한 경제정책을 펴더라도 미리 합리적으로 예상하여 행동한다는 점을 말한다.
사람들은 사용 가능한 모든 정보를 이용하여 미래를 합리적으로 예측하며, 이러한 예측이 약간 틀린다 하더라도 체계적인 오차가 발생하지는 않고, 전체적으로는 '옳게' 예측된다.
이 이론이 옳다면, 단기적인 재정, 통화 정책으로 GDP, 실업률 등을 어느 정도 통제할 수 있다는 케인즈주의자들의 주장은 옳지 않다. 합리적 기대 하에서 사람들은 미래의 인플레이션 등을 정확하게 예측하고 이에 맞게 행동하기 때문에, 장 · 단기 구별없이 고전파 이론에서 말하는 균형이 달성된다.
만약 정부 정책에 대한 신뢰도가 높다면, 합리적 기대가 달성될 가능성이 높아진다. 예를 들어, 정부가 내년에 물가를 낮출 것이라고 발표한다면, 합리적 기대를 하는 사람들은 그에 맞게 자신의 기대 인플레이션을 조절하며, 기업들은 정부의 발표에 맞게 가격을 조정할 것이다. 반면에, 정부 정책에 대한 신뢰도가 낮다면, 사람들은 정부의 목표 인플레이션과 다른 기대 인플레이션을 설정하게 되며, 이로 인해 체계적인 오차가 발생하게 된다.

## 같이 보기
- 적응적 기대(Adaptive expectations)
- 효율시장가설(Efficient-market hypothesis)
- 동태적 확률 일반균형(Dynamic stochastic general equilibrium)